# إيزابيل دو لودر
ماري إليزابيث دو لودرِ، ماركيزةَ لودر أو إيزابيلِ دو لودرِ (1647 - 28 يناير 1726)؛ كانت نبيلة ووصيفة ملكية فرنسية، وهي عشيقة الملك لويس الرابع عشر بين عامي 1675 و1676، بحيث كانت إحدى وصيفات الملكة ماريا تيريزا ودوقات أورليان هنرييت آن ستيوارت وإليزابيث شارلوت.

## حياتها المبكرة
ولدت ماري إليزابيث دو لودر في عام 1647 في لودر، دوقية لورين، وهي ابنة جان دو لودر وزوجته كلود دو سال. أُرسلت إلى فرع النبلاء في دير بوساي، حيث نشأت كشخصية علمانية بين نساء النبلاء المحليين.

### العلاقة مع شارل الرابع دوق لورين
في عام 1662 التقى شارل الرابع دوق لورين ذو عمر 58 عامًا بلودر ذات 15 عامًا ووقع في حبها، قرر على الفور الزواج بها لجمالها، وكان عليه التخلي عن زوجته نيكول، والزواج سرًا بعشيقته بياتريكس دي كوسانس بارونة بيلفوار وسان جوليان ومع ذلك تم حرمانه كنسياً، أُجبر على التخلي عن البارونة وأطفالهما الذين أنجبوهما معًا، ولكنه عاد إليها عندما توفيت زوجته القانونية في عام 1657، إلا أنه تركها لصالحها بحلول 1662، واستمرت خطبتهما عامًا فقط قبل أن يقرر الدوق الزواج بالبارونة بياتريكس بدلًا من ذلك في 20 مايو 1663، ومع وفاتها بعد أسابيع من الزواج، كانت مرشحة للزواج به، إلا أنه اختار البارونة أخرى للزواج.

## في البلاط الملكي
في عام 1664، غادرت لودر بواسي وذهبت إلى الديوان الملكي الفرنسي، واحتفظت بلقب الكنسي، تم تقديمها إلى الملك لويس الرابع عشر في 6 مايو من ذلك العام بحضور والديها وشقيقها وخطيبها السابق. تم تعيينها وصيفة لهنرييت آن زوجة شقيق الملك ، والمعروفة في البلاط الملكي بالمدام، وبعد وفاة المدام في عام 1670 أرسلت لودر لتكن وصيفة الملكة ماريا تيريزا، وعندما تزوج دوق أورليان من إليزابيث شارلوت في عام 1673 ، والمعروفة باسم مدام بالاتينات، أعيد تعيين لودر في بلاطه.

### العلاقة مع لويس الرابع عشر
جذب جمال لودر وبهجتها العديد من الرجال الحاشية الذين قاومتهم جميعاً، مع عيد الفصح 1675 خلال المخاصمة مع عشيقة لويس الرسمية مدام مونتيسب، أهتم بها الملك لويس الرابع عشر الذي بدأ في علاقة غرامية معها، ولكن مونتيسب أصبحت تشعر بالغيرة وقامت بتردد الشائعات حول لودر من أنها تعاني من الجرب والجذام وجميع الأمراض الأخرى التي لا يمكن تخليها، ولكن الملك لم يصدق هذه الشائعات وابقى لودر معه.
واصلت مونتيسب بالسخرية منها وانتقادها أمام لويس، اضطر الملك بالتظاهر بانفصاله عن لودر أمام مونتيسب التي وصفتها بأنها الخرقاء والساذجة، ومع ذلك اضطرت لمغادرة البلاط الملكي عام 1676 لتلد مونتيسب طفلها السادس من الملك، ولم تستطع منع لويس ولودر من لم شملهم مرة أخرى.

#### السقوط
بينما كان الملك بعيداً يقاتل ضد إسبانيا، قامت لودر بالتفاخر حول علاقتها بالملك، قائلة أنها حاملة منه، ووقفت مع السيدات اللواتي حصلن على امتياز الجلوس على المقعد في حضور الملكة عند وصولها، وتفاخرت بأنها تغلبت على مدام دو مونتيسب ورأت نفسها بالفعل على أنها المحظية المفضلة، وكما أنها كتبت رسالة إلى الملك تخبره بذلك، مما أدى انزعاجه لأنه أراد أن تبقى علاقتهما سرية مما قطع كل العلاقات معها. بعد أن عاد الملك ومدام مونتيسب ذات يوم كانت لودر في البلاط تسمع قداساً، استقبل الملك لودر بحيث عاتبها بجوار مونتيسب، مما يشير إلى سقوطها.

## الحياة لاحقاً
في أوائل عام 1678 لم تعد لودر من حاشية دوقة أورليان وقعدت في دير زيارة مريم العذراء، الذي ينتمي إلى وسام زيارة مريم المقدسة ‏ . كان الملك غير مبال برحيلها، لكنه عرض عليها مبلغاً ثميناً من المال، ولكنها رفضت المبلغ، وعاشت لفترة طويلة في الدير، لكن كان عليها أن تطلب معاشاً من الملك لتسديد ديونها، ثم عادت إلى لورين وعاشت في قلعة فوكلور، كان طباخها فابيان بيكو هو جد جين بيكو، التي أصبحت لاحقاً عشيقة الملك لويس الخامس عشر، حفيد وخليفة عشيقها لويس الرابع عشر.
في عام 1720 منحها لويس الخامس عشر لقب ماركيزة لودر وتوفيت في نانسي في دوقية لورين في 28 يناير 1726 عن عمر يناهز الثمانون عاماً.

## معرض الصور

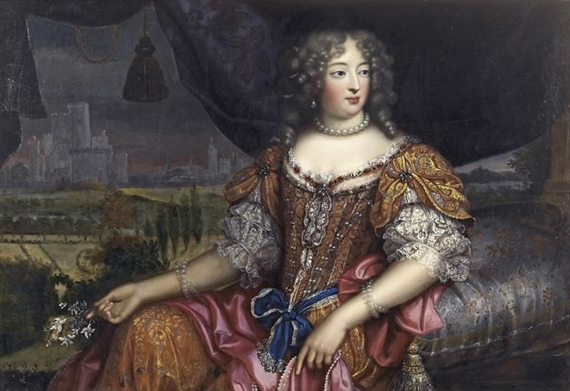
دو في عام 1670
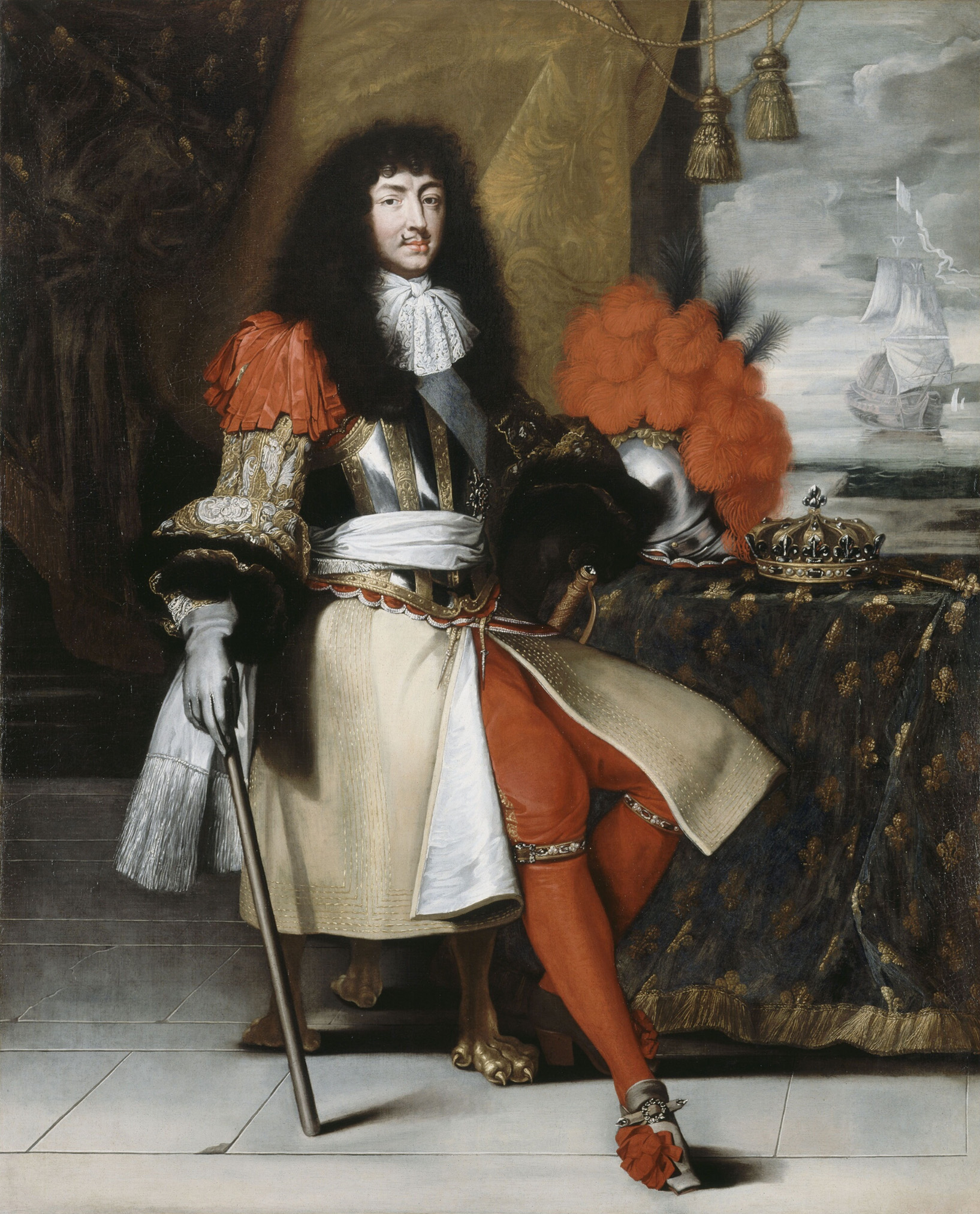
لويس الرابع عشر عام 1670
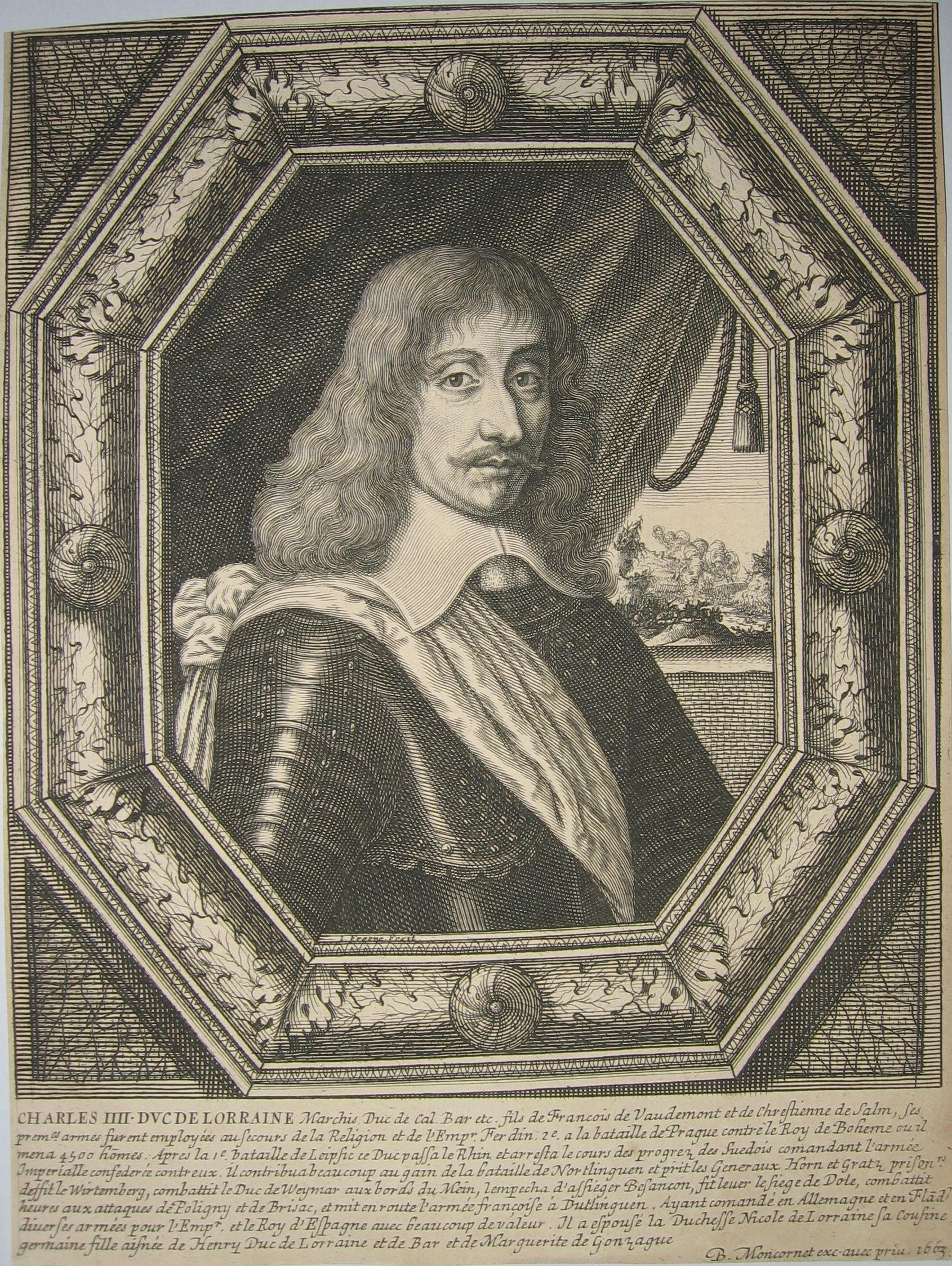
شارل الرابع، دوق لورين عام 1663